# Charleston (Maine)
Charleston és una població dels Estats Units a l'estat de Maine (EUA). Segons el cens del 2000 tenia 1.397 habitants.

## Demografia
Segons el cens del 2000, Charleston tenia 1.397 habitants, 431 habitatges, i 334 famílies. La densitat de població era de 13,4 habitants per km².
Dels 431 habitatges en un 34,6% hi vivien nens de menys de 18 anys, en un 66,6% hi vivien parelles casades, en un 5,8% dones solteres, i en un 22,3% no eren unitats familiars. En el 18,3% dels habitatges hi vivien persones soles el 5,8% de les quals corresponia a persones de 65 anys o més que vivien soles. El nombre mitjà de persones vivint en cada habitatge era de 2,65 i el nombre mitjà de persones que vivien en cada família era de 2,92.
Per edats la població es repartia de la següent manera: un 24,1% tenia menys de 18 anys, un 10,1% entre 18 i 24, un 34,3% entre 25 i 44, un 24,2% de 45 a 60 i un 7,4% 65 anys o més.
L'edat mediana era de 36 anys. Per cada 100 dones de 18 o més anys hi havia 115,7 homes.
La renda mediana per habitatge era de 36.053 $ i la renda mediana per família de 39.625 $. Els homes tenien una renda mediana de 31.250 $ mentre que les dones 20.735 $. La renda per capita de la població era de 14.832 $. Entorn del 6,7% de les famílies i el 10,5% de la població estaven per davall del llindar de pobresa.